# Cronenberg (bei Lauterecken)
Cronenberg ist eine Ortsgemeinde im Landkreis Kusel in Rheinland-Pfalz. Sie gehört der Verbandsgemeinde Lauterecken-Wolfstein an.

## Geographie
Der Ort liegt auf einem Bergrücken im Nordpfälzer Bergland in der Westpfalz. Im Westen befindet sich Lauterecken, im Osten Ginsweiler.

## Geschichte
Cronenberg wurde im Jahr 1358 erstmals urkundlich erwähnt.

## Politik

### Gemeinderat
Der Gemeinderat in Cronenberg besteht aus sechs Ratsmitgliedern, die bei der Kommunalwahl am 9. Juni 2024 in einer Mehrheitswahl gewählt wurden, und dem Vorsitzenden.

### Bürgermeister
Volker Gödtel wurde im August 2024 Ortsbürgermeister von Cronenberg.
Die Vorgänger waren:
- Sven Bernhard, 2022 bis 2023[3][4]

- Hannelore Eckel, 2019 bis 2021[5][6][7]

- Thomas Wannenmacher, bis 2019[5]

## Verkehr
Im Nordwesten verläuft die Bundesstraße 420. In Lauterecken ist ein Bahnhof der Lautertalbahn.